# SFOR

Escut de l'SFOR.

La Força d'Estabilització (en anglès: Stabilisation Force, abreujada com a SFOR) va ser una força multinacional de l'OTAN desplegada a Bòsnia i Hercegovina, encarregada del compliment dels Acords de Dayton, que van posar fi a la guerra de Bòsnia.

## Composició
L'SFOR va operar sota el nom en clau d'Operation Joint Guard (Operació Guàrdia Conjunta), entre el 21 de desembre del 1996 fins al 19 de juny del 1998, i l'Operation Joint Forge (Operació forja conjunta), entre el 20 de juny del 1998 fins al 2 de desembre del 2004, on l'EUFOR Althea es va encarregar de la missió. Els països de l'OTAN que van aportar contingents van ser:
| - Bèlgica - Canadà - República Txeca - Dinamarca - França | - Espanya - Grècia - Hongria - Islàndia - Itàlia | - Països Baixos - Noruega - Polònia - Portugal - Alemanya | - Eslovènia - Turquia - Regne Unit - Estats Units |

Les nacions no pertanyents a l'OTAN que van aportar tropes van ser:
| - Austràlia - Albània - Àustria - Argentina - Bulgària | - Estònia - Finlàndia - Irlanda - Letònia - Lituània | - Malàisia - Marroc - Nova Zelanda - Romania - Rússia | - Eslovàquia - Suècia - Ucraïna |